# Claudio Fattoretto
Claudio Fattoretto (Roma, 12 maggio 1956 – Roma, 30 giugno 2013) è stato un doppiatore italiano.

## Biografia
Diede voce agli attori Ving Rhames in Entrapment, L'alba dei morti viventi, Io vi dichiaro marito e... marito, Ron Perlman in Hellboy e nel seguito Hellboy: The Golden Army. Ha doppiato molti altri attori tra cui Samuel L. Jackson, William Forsythe, Michael Madsen, Dolph Lundgren, Michael Clarke Duncan, Steve Harris (in Minority Report), Luis Guzmán, R. Lee Ermey, John C. Reilly, Terry Crews in alcune interpretazioni, ma era conosciuto soprattutto per essere il doppiatore del dottor Zoidberg nel cartone animato Futurama (in seguito alla sua morte viene sostituito da Angelo Nicotra) e per essere stato il primo doppiatore del gorilla del Crodino (prima alternandosi con Paolo Buglioni e poi totalmente sostituito da quest'ultimo). Nel 2010 doppiò l'attore Danny Trejo in Machete.
Dal 1997 al 2008 fu la voce di Christopher Judge nelle serie televisive Stargate SG-1 e Stargate Atlantis e nei film Stargate: L'arca della verità e Stargate: Continuum.
È morto per un infarto il 30 giugno 2013, a 57 anni.

## Filmografia
- Le finte bionde, regia di Carlo Vanzina (1989)[3]
- La rossa del Roxy Bar, regia di Tullio Solenghi e Anna Marchesini - miniserie TV (1995)

## Doppiaggio

### Cinema
- Ving Rhames in Entrapment, L'alba dei morti viventi, Io vi dichiaro marito e... marito, Echelon Conspiracy - Il dono, Operation: Endgame, Piranha 3D, Death Race 2
- Jon Polito in Le avventure di Rocketeer, Stuart Little - Un topolino in gamba, The Singing Detective, Flags of Our Fathers
- Terry Crews in Il sesto giorno, White Chicks, L'altra sporca ultima meta, Idiocracy
- Cedric the Entertainer in Lemony Snicket - Una serie di sfortunati eventi, La notte non aspetta, Cadillac Records
- John C. Reilly in Non siamo angeli, Vittime di guerra, Giorni di tuono
- Michael Dorn in Primo contatto, Star Trek - L'insurrezione, Star Trek - La nemesi
- Philippe Nahon in I fiumi di porpora, Alta tensione, L'ultima missione
- Ron Perlman in Happy, Texas, Hellboy, Hellboy: The Golden Army
- William Forsythe in Dick Tracy, Forza d'urto, Vita di cristallo
- Dean Norris in Atto di forza, Little Miss Sunshine
- Mike Starr in Ladri per amore, The Ice Harvest
- Charles S. Dutton in Rudy - Il successo di un sogno, Destini incrociati
- Danny Trejo in Urban Justice - Città violenta, Machete
- Dennis Burkley in Fermati, o mamma spara, Tin Cup
- Eric Stonestreet in Bad Teacher - Una cattiva maestra, Io sono tu
- Jason Alexander in Pretty Woman, Cronisti d'assalto
- Joe Viterelli in Tutta colpa di Sara, L'impero del crimine
- Kevin Chapman in Squadra 49, Identità sospette
- Martin Kove in Karate Kid II - La storia continua..., Karate Kid III - La sfida finale
- Michael Clarke Duncan in D.E.B.S. - Spie in minigonna, American Crude - Follie in America
- James Remar in Transformers - La vendetta del caduto, Transformers 3
- Michael Madsen in Scomodi omicidi, Wyatt Earp
- Muse Watson in Incubo finale, Frankenfish - Pesci mutanti
- Paul Winfield in Cliffhanger - L'ultima sfida, Dennis la minaccia
- Richard LeParmentier in Chi ha incastrato Roger Rabbit, The Berlin Conspiracy
- Ron Canada in 2 single a nozze - Wedding Crashers
- Samuel L. Jackson in Jurassic Park, Giochi di potere
- Sid Haig in La casa del diavolo, Cacciatori di zombi
- Ted Levine in Vendetta trasversale, Accerchiato
- Alex Diakun in Venerdì 13 parte VIII - Incubo a Manhattan
- Andre Rosey Brown in Barb Wire
- Billy Bob Thornton in Sfida tra i ghiacci
- Blair Underwood in Gattaca - La porta dell'universo
- Blu Mankuma in Scacco mortale
- Brent Briscoe in Spider-Man 2
- Charles Hallahan in Dante's Peak - La furia della montagna
- Chi McBride in I fratelli Solomon
- Chris Cooper in Voglia di ricominciare
- Chris Penn in 110 e frode
- Christopher Wynne in Ritorno al futuro - Parte III
- Clarence Gilyard Jr. in Top Gun
- Colin McFarlane in Batman Begins
- Daniel Baldwin in Scatto mortale - Paparazzi
- Daniel Olbrychski in Salt
- David Suchet in Greystoke - La leggenda di Tarzan, il signore delle scimmie
- David Warshofsky in Io vi troverò
- Dennis Rodman in Il peggior allenatore del mondo
- Derek Webster in Stargate
- Deron McBee in Mortal Kombat - Distruzione totale
- Djimon Hounsou in Deep Rising - Presenze dal profondo
- Dolph Lundgren in Universal Soldier: Regeneration
- Donovan Libring in Merry Christmas
- Edward Edwards in RoboCop
- Eric Allan Kramer in Robin Hood - Un uomo in calzamaglia
- Erick Avari in Amore con interessi
- Eugene Levy in Mi sdoppio in 4
- Faizon Love in La linea sottile tra odio e amore
- Frank McRae in 007 - Vendetta privata
- Forest Whitaker in Fuori di testa
- George Lopez in Henry Poole - Lassù qualcuno ti ama
- George Wendt in Fletch - Un colpo da prima pagina
- Gianni Russo in Super Mario Bros.
- Gregg Daniel in Spider-Man 3
- G.T. Holme in Starsky & Hutch
- Harry Waters Jr. in Ritorno al futuro - Parte II
- Howard Hesseman in Il diario di Jack
- Ian McNeice in Una vita esagerata
- Ivan Kane e Peter Crombie in Nato il quattro luglio
- James Cosmo in Highlander - L'ultimo immortale
- J. K. Simmons in Una notte per caso
- John Ashton in Un lavoro da grande
- John C. McGinley in Seven
- John Carroll Lynch in Paul
- John DeSantis in Quel nano infame
- John Heard in Risvegli
- John Tormey in Come lo sai
- Jonny Coyne in Lo schiaccianoci
- José Wilker in Mato Grosso
- Karel Roden in Running
- Ken Howard in Michael Clayton
- Kevin Dunn in The Black Dahlia
- Kevin McNally in The Raven
- Kevin Smith in Southland Tales - Così finisce il mondo
- Larry Miller in Lo scroccone e il ladro
- Lawrence Makoare in Il Signore degli Anelli - Il ritorno del re
- Luis Guzmán in Dreamer - La strada per la vittoria
- Marc Sinden in Piccolo grande amore
- Mark Addy in Il giro del mondo in 80 giorni
- Mark Boone Junior in Animal Factory
- Marty Adams in Saw IV
- Maury Chaykin in I gemelli
- M. C. Gainey in Io, lei e i suoi bambini
- Michael Jace in Forrest Gump
- Michael Rooker in JFK - Un caso ancora aperto
- Mykelti Williamson in Three Kings
- Patrick Kilpatrick in La stanza della vendetta
- Pete Koch in Ipotesi di complotto
- Pete Postlethwaite in Detective Stone
- Peter Hambleton in Lo Hobbit - Un viaggio inaspettato
- Peter Jason in Johnny il bello
- Pruitt Taylor Vince in Crimini invisibili
- R. Lee Ermey in Sospesi nel tempo
- Ralph Waite in Guardia del corpo
- Randy Quaid in Non è un'altra stupida commedia americana
- Randy Savage in Spider-Man
- Richard Jenkins in Wolf - La belva è fuori
- Richard Masur in Palle d'acciaio
- Rob Reiner in Cartoline dall'inferno
- Robert Pastorelli in Balla coi lupi
- Ross Bleckner in Qualcosa è cambiato
- Rubén Blades in Milagro
- Scott L. Schwartz in Ocean's Eleven - Fate il vostro gioco
- Stanley Anderson in RoboCop 3
- Stephen Lee in RoboCop 2
- Steve Harris in Minority Report
- Steve Speirs in Inkheart - La leggenda di cuore d'inchiostro
- Stuart Pankin in Aracnofobia
- Timothy Busfield in I signori della truffa
- Tiny Ron in Six - La corporazione
- Tom Sizemore in Heat - La sfida
- Tom Waits in La leggenda del re pescatore
- Tony Longo in I maledetti di Broadway
- Tony Todd in La notte dei morti viventi
- Trevor Goddard in Mortal Kombat
- Triple H in Blade: Trinity
- Troy Evans in Demolition Man
- Wallace Merck e Michael Swan in Venerdì 13 parte VI - Jason vive
- Wayne Duvall in Pioggia infernale
- Wolfgang Bodison in Codice d'onore

### Film d'animazione
- Ufficiale militare in Memories
- Luca in Garfield
- Brudus in Il segreto di NIMH 2 - Timmy alla riscossa
- Vincent l'orso in La gang del bosco
- Comandante Vachir in Kung Fu Panda
- Heihachi Mishima in Tekken - The Animation
- Knuckles in L'incantesimo del lago 2 - Il segreto del castello
- Fatman in Spriggan
- Ned Gerblansky in South Park - Il film: più grosso, più lungo & tutto intero[4]
- Red Wolf in Action Man - X Missions - Il film
- Bud in Barnyard - Il cortile
- Nev in Happy Feet
- Bobo in I Muppet
- Sopravvissuto alla Vespa in Ant Bully - Una vita da formica
- Generale Aguila in TMNT
- Roberto in Boog & Elliot 2, Boog & Elliot 3
- Krekka in Bionicle 2 - Le leggende di Metru Nui

### Serie televisive
- Danny Glover in Colomba solitaria
- Warren Clarke in Giuseppe
- Chi McBride in Pushing Daisies
- Skip O'Brien in CSI - Scena del crimine
- Brian Doyle-Murray in The Middle (st. 1-4)
- Mats Bergman in Wallander
- Peter Gerety in Homicide
- Christopher Judge in Stargate SG1
- Michael Dorn in Star Trek: The Next Generation
- Kevin Chapman in Brotherhood - Legami di sangue

### Serie animate
- Dottor Zoidberg (st. 1-ep. 7x06), Testa di Nixon (st. 1), Signor Panucci (st. 1) e altri personaggi in Futurama[5]
- Signor Garson in Charlotte
- Doc in Roughnecks: Starship Troopers Chronicles
- Dottor Zaji in B't X - Cavalieri alati
- Kagenari in Il destino di Kakugo
- Voce narrante in Tip e Tap
- Sfregiato ne Le avventure del bosco piccolo[6]
- Giese in Ken il guerriero - La città stregata
- Chef Pisghetti (1ª voce) in Curioso Come George (st.1-6)
- Ned Gerblansky in South Park (st.1-4, primo doppiaggio)

### Videogiochi
- Barnacle Jones in Epic Mickey 2: L'avventura di Topolino e Oswald[7]